# Гармидер (фільм, 1999)
«Гармидер» (англ. Topsy-Turvy) — британський біографічний художній фільм 1999 року режисера Майка Лі за власним сценарієм.

## Сюжет
Фільм є справжньою історією створення та постановки комічної оперети «Мікадо», прем'єра якої відбулася 14 березня 1885 року в лондонському театрі Савой.
Успішний дует авторів вікторіанської комічної опери, що складається з лібретиста Вільяма Гільберта і композитора Артура Саллівана, раптом розпадається. Їхня попередня оперета була розгромлена критиками та глядачами. Це викликало загострення стосунків між ними, однак, вони вирішили створити ще одну виставу і порятунком може стати японський колорит …

## Ролі виконують
- Джим Бродбент — Вільям Гільберт
- Аллан Кордунер — Артур Салліван
- Леслі Менвіль — Люсі (Кіті) Гілберт
- Тімоті Сполл — Річард Темпл[en], що грав Мікадо

## Навколо фільму
- У фільмі всі актори співають власними голосами.
- Усі музиканти в оркестровій ямі, а також усі актори, які у фільмі грають на інструментах, насправді грали музику, яка звучить у кінострічці.
- Режисер Майк Лі під час монтажу фільму помітив, що один із скрипалів на передньому плані важливої сцени має на руці сучасний годинник, якого ніхто не зауважив під час зйомок. Щоб стерти його зображення цифровим способом треба було витратити значні кошти.

## Нагороди
- 1999 Нагорода 56-го Венеційського кінофестивалю:
  - Кубок Вольпі за найкращу чоловічу роль — Джим Бродбент
- 1999 Премія Товариства кінокритиків Нью-Йорка (NYFCC):
  - за найкращий фільм
  - найкращому режисерові[en] — Майк Лі
- 2000 Премія «Оскар» Академії кінематографічних мистецтв і наук (США):
  - за найкращий дизайн костюмів — Лінда Гемінг
  - за найкращий грим та зачіски — Крістіна Блендель, Трефор Правд
- 2000 Премія Національної спілки кінокритиків США (NSFC):
  - за найкращий фільм[en]
  -  найкращому режисерові[en] — Майк Лі
- 2000 Премія БАФТА, Британської академії телебачення та кіномистецтва:
  - за найкращий грим[en] — Крістіна Блендель
- 2001 Премія Товариства кінокритиків Лондона:
  - найкращому акторові  — Джим Бродбент
- 2001 Британська кінопремія Вечірній стандарт[en]:
  - за найкращий фільм — Майк Лі
  - найкращому акторові — Джим Бродбент